# Комитет за свободную Литву
Комитет за свободную Литву (лит. Lietuvos laisvės komitetas, англ. Committee for a Free Lithuania) — политическая правозащитная группа литовских американцев, созданный в 1951 году. Основанный по инициативе Национального комитета за свободную Европу и член Ассамблеи порабощенных европейских народов, Комитет за свободную Литву продолжала протестовать против советской оккупации Литвы, выступать за дальнейшее признание государственной преемственности прибалтийских государств и продвигать конечную цель независимой Литвы. Комитет финансировался Соединёнными Штатами и был частью более широкой идеологической и пропагандистской кампании, направленной против Советского Союза; его возглавлял Вацловас Сидзикаускас до своей смерти в 1973 году. После его смерти и потери финансирования комитет сократился. Он снова стал несколько более активным в 1980-х годах и был официально закрыт, когда Литва провозгласила независимость в марте 1990 года.

## Отношения с другими организациями
Национальный комитет за свободную Европу, который официально был связан с Центральным разведывательным управлением (ЦРУ), обратился к Повиласу Жадейкису, посланнику Литвы в Вашингтоне, округ Колумбия, с предложением создать литовский комитет. В феврале 1951 года Жадейкис выдвинул семь человек в состав Литовской консультативной группы (переименованной в Комитет за свободную Литву 1 октября 1952 года). В мае 1951 года был утвержден состав из восьми человек: Вацловас Сидзикаускас (председатель), Кипрас Беленис (казначей), Антанас Тримакас (секретарь), Бронюс Немицкас, Юозас Ауденас, Миколас Толишюс, Пранас Вайнаускас, Мартинас Бракас. Каждый член был выбран, чтобы представлять другую политическую партию межвоенной Литвы. Его членами могли быть только граждане Литвы. Комитет был официально организован 1 июня 1951 года. Латыши и эстонцы организовали эквивалентные комитеты. Три комитета тесно сотрудничали и располагались в одном офисе в Нью-Йорке. Литовский комитет также установил контакты и провел встречи с Александром Керенским, членом Временного правительства России в 1917 году, Польским политическим советом [мн.ч.] и Радой Белорусской Демократической Республики.
Политические устремления Литвы к независимости представляли несколько групп — Комитет за свободную Литву, Верховный комитет освобождения Литвы (ВЛОК), Дипломатическая служба Литвы, Американско-литовский совет (ALT) и Литовское мировое сообщество (ПЛБ). Это потребовало координации между этими группами. Они провели политическую конференцию 18-19 мая 1954 г. в Нью-Йорке, но не создали единого политического центра. Другие координационные совещания проводились 4-5 июля 1959 г. в преддверии государственного визита Н. С. Хрущева, 30 апреля — 1 мая 1960 г. в преддверии 20-летия советской оккупации, 22-23 января 1966 г., 9 января 1972 г. в преддверии Совещания по безопасности и сотрудничеству в Европе 26-27 октября 1974 г. для обсуждения Хельсинкских соглашений. Однако Комитет за свободную Литву не наладил более тесного сотрудничества с другими литовскими организациями и не взял на себя руководящую роль среди литовской диаспоры.

## Мероприятия
Одной из первых задач Комитета за свободную Литву было предоставление данных, документов и свидетелей Комитету Керстена, специальному комитету Палаты представителей США, расследовавшему оккупацию стран Балтии. Комитет также предоставлял информацию о принудительном труде в Советском Союзе Экономическому и Социальному Совету Организации Объединённых Наций, издавал непериодический политический журнал на литовском языке Lietuva (Литва) в 1952—1956 годах, присоединился к латвийскому и эстонскому комитетам по созданию Балтийского дома свободы и публиковал «Балтийское обозрение» на английском, французском и испанском языках, организовывал мероприятия, посвященные Неделе порабощенных народов, следил за советской прессой, собирал и анализировал информацию из-за «железного занавеса». В ноябре 1952 года Радио «Свободная Европа» отменило запланированные передачи на литовском, латышском и эстонском языках (окончательно они были установлены в 1975 году) — одной из первоначальных заявленных целей Комитета за свободную Литву было предоставление информации и другой поддержки запланированных на радио программ. Отмена была санкционирована Государственным департаментом США, который официально заявил, что такие радиопрограммы будут дублировать программы «Голоса Америки». Устав Литовского комитета предусматривал, что комитет может публиковать исследования и монографии по экономике, религии или образованию в Литве, но такие книги не публиковались — в отличие от польских или словацких комитетов, которые активно занимались подобными публикациями. Сидзикаускас в качестве председателя литовского комитета посетил Западную Европу (Великобританию, Бельгию, Францию, Западную Германию) в мае 1963 года и Бразилию в феврале 1965 года. Он также был частым членом делегаций в Государственном департаменте США для обсуждения внешней политики США в отношении Советского Союза и Литвы.
Комитет присоединился и стал неотъемлемой частью Ассамблеи порабощенных европейских наций (ACEN), когда она была создана в 1954 году. Сидзикаускас присоединился к ACEN, став её председателем в 1960—1961 и 1965—1966 годах и заместителем председателя в 1959—1960 и 1971—1972 годах. ACEN и Комитет за свободную Литву написали мировым лидерам многочисленные меморандумы и ноты протеста, напоминающие о советской оккупации. Они оценивали и реагировали на мировые события (например, Венгерскую революцию 1956 года или Суэцкий кризис), ища возможности поднять вопрос о независимости Литвы и других оккупированных стран. Например, в мае 1955 года, к 37-й годовщине Учредительного собрания Литвы, 21 бывший член собрания направил меморандум парламентариям США, Канады и Великобритании; Папа Пий XII в своем апостольском послании от 29 июня 1956 г. обращался к католической церкви в Польше и других странах Восточного блока к опасности коммунизма, но не включал Литву; ACEN и литовский комитет в течение нескольких лет лоббировали добавление вопрос о независимости оккупированных Советским Союзом территорий в повестку дня Генеральной Ассамблеи ООН представители стран Балтии выпустили совместный манифест к 20-летию советской оккупации в июне 1960 г. (в ответ Парламентская ассамблея Совет Европы принял резолюцию, осуждающую оккупацию в сентябре 1960 г.); Литовский комитет опубликовал меморандум о советском колониализме в странах Балтии. в ответ на деколонизацию Африки в 1961 году; [5] ACEN провела встречу с Международной лигой прав человека, которая выпустила отчет, осуждающий нарушения прав человека в Советском Союзе в 1962 году. Они также устраивали акции протеста в исторически важные даты или, например, когда Никита Хрущев посещал США в 1959 году. Все эти действия оставили вопрос о независимости Литвы в политической повестке дня, несмотря на общую усталость и растущее признание статус-кво в Восточной Европе.
В то же время изменение политики холодной войны оказало прямое влияние на Комитет за свободную Литву. Поскольку Запад возлагал надежды на хрущевскую оттепель в Советском Союзе, финансирование комитета было сокращено. В январе 1958 г. штатная численность комитета была сокращена с восьми до шести человек. Официально из комитета вышли Кипрас Беленис и Пранас Вайнаускас. В 1965 году бюджет ACEN и Литовского комитета был урезан на 46 %. Комитет лишился финансирования Центрального разведывательного управления в 1971 году и был реорганизован в частное учреждение. Его председатель Сидзикаускас умер в 1973 году и был заменен Бронюсом Немицкасом, но комитет практически бездействовал.